# Marta Masana
Marta Masana Far, coneguda simplement com a Marta Masana, és una historietista i il·lustradora mallorquina, coneguda per la seva obra Mocca Café i la seva col·laboració a la revista satírica El Jueves.

## Biografia
Marta Masana va néixer i va créixer a Mallorca, on des d'una edat primerenca es va mostrar interessada en el dibuix i l'animació. El 2013 va començar a publicar tires del webcòmic Mocca Café, que va acabar publicant en una edició física i recopilatòria el 2016, marcant el seu primer treball propi com a autora. El 2017 va participar al Festival Internacional de Còmic d'Angulema juntament amb altres autors balears com Rafael Vaquer i Jaume Martí. Entre 2018 i 2019 va treballar com a guionista i dibuixant a la revista de còmic eròtic Sextories - Històries amb chicha. Va ser també el 2018 quan va publicar la seva segona obra, Vamos nena que te comen la merienda, de la mà de Planeta Còmic amb l'artista So Blonde. El 2019 va assistir com a autora convidada a la ja extinta convenció de còmic i autoedició KBOOM de Barcelona. El 2021 va ser entrevistada juntament amb Rocío Vidal pel canal web Diàlegs de Còmic, en una iniciativa per visibilitzar les dones de la indústria del còmic tant dins com fora d'Espanya.